# La insaciable
La insaciable é uma telenovela mexicana, produzida pela Televisa e exibida em 1961 pelo Telesistema Mexicano.

## Elenco
- Carmen Montejo
- Lorenzo de Rodas
- Virginia Gutiérrez
- Alfonso Torres
- Alejandro Ciangherotti
- Alejandro Torres